# David Beckham
David Beckham (Leytonstone, London, 2. svibnja 1975.) umirovljeni je engleski nogometaš i jedan od najpoznatijih svjetskih sportaša. Zadnji klub za koji je igrao je Paris SG. Beckham je također bivši engleski reprezentativac i bivši kapetan Gordog Albiona, na kojem ga je mjestu naslijedio John Terry.
David Beckham nije samo odličan nogometaš (1999. i 2001. je bio drugoplasirani u izboru FIFA-e za nogometaša godine) već je i svjetska modna ikona, jedno od najpoznatijih lica u svijetu i brand za koji se otimaju brojni proizvođači sportske opreme, kozmetike, naočala i drugih proizvoda. Beckham je, zajedno sa svojom suprugom Victorijom, bivšom članicom svojevremeno megapopularne pop-grupe Spice Girls, stalan gost tiskovina i elektronskih medija koji se bave poznatim ljudima te je općenito smatran jednom od najznačajnijih figura svjetskog jet-seta, i kao takav, značajan je dio popularne kulture, s brojnim pojavljivanjima u filmovima i TV emisijama.

## Životopis
David Beckham je debitirao u engleskoj Premier ligi u dresu Manchester Uniteda 1992. godine. U jedanaest sezona koliko je proveo u klubu, klub je osvojio ligu šest puta, FA kup dva puta, a 1999. godine (također s Manchester Unitedom) osvaja u finalu protiv Bayerna Ligu prvaka.
Zbog sukoba s trenerom Manchestera Alexom Fergusonom, a i zbog želje za novim izazovom, u ljeto 2003. Beckham potpisuje za Real Madrid, kao dio klupskog projekta Los Galacticos, koji je podrazumijevao dovođenje velikih zvijezda (osim Beckhama, koji je u klub došao posljednji, istaknuti članovi Los Galacticosa bili su Luis Figo, Zinedine Zidane i Ronaldo). Međutim, takva klupska politika nije donijela željeni uspjeh (osim onoga marketinškoga) te je Beckham tek u svojoj posljednjoj sezoni u Realu, 2006-07., osvojio španjolsko prvenstvo, pod vodstvom trenera Fabija Capella.
U siječnju 2007. Beckham je objavio da napušta Real Madrid i da će potpisati petogodišnji ugovor s američkom momčadi Los Angeles Galaxy.  Procjenjuje se da će Beckham u pet godina igranja u Los Angelesu, što od ugovora, što od sponzorskih prava, zaraditi basnoslovnih 250 milijuna američkih dolara. Beckham bi tim ugovorom zaradio više nego svi igrači u ligi zajedno. Spektakularno predstavljen 13. srpnja 2007. i pozdravljen osobno od gradonačelnika Los Angelesa, David Beckham je započeo svoju američku avanturu. Dugo očekivani debi dogodio se 21. srpnja 2007., u prijateljskoj utakmici protiv Chelsea.
U siječnju 2013. potpisuje petomjesečni ugovor s Paris SG i svi novci iz ugovora, a to je 185.000 € mjesečno, daje u dobrotvorne svrhe.

## Reprezentacija
Beckham je dugogodišnji engleski reprezentativac i bivši kapetan nacionalne vrste, sudionik posljednjih pet velikih natjecanja (3 Svjetska i 2 Europska prvenstva), a najavio je da će se i dalje odazivati na pozive u reprezentaciju, bez obzira na činjenicu da sada igra u SAD. Posljednji reprezentativni nastup u eri izbornika McClarena zabilježio je 21. studenog 2007. u porazu od Hrvatske 2-3 na Wembleyju. Novi engleski izbornik Fabio Capello nije ga pozvao za prijateljski susret protiv Švicarske, iako nije isključio mogućnost da će Beckham u budućnosti ponovo biti pozvan u reprezentaciju. To se i dogodilo dana 26. ožujka 2008., kada je Beckham ubilježio jubilarni stoti nastup za reprezentaciju, u 1-0 porazu od Francuske u Parizu. Time je postao peti igrač u povijesti reprezentacije koji je zabilježio 100 ili više nastupa (ostala četvorica su Peter Shilton, Bobby Moore, Bobby Charlton i Billy Wright).

## Privatno
David je 1997. počeo vezu s Victoriom Beckham. Zaprosio ju je 24. siječnja 1998. Vjenčali su se 4. srpnja 1999. u starom dvorcu u Irskoj. Zajedno imaju četvero djece: Brooklyn Joseph (r.1999.), Romeo James (r.2002.), Cruz David (2005.) i Harper Seven (2011.).
Ima stariju sestru (Lynne Georgina) i mlađu sestru (Joanne Louise). 
David je poznat kao ljubitelj tetovažâ i na tijelu ih ima preko 20. Visok je 1.83 m.

## Vanjske poveznice
- Službena stranica